# إدوارد لي (لاعب كرة سلة صيني)
إدوارد لي (بالصينية: 李世僑) مواليد 1925 - الوفاة 1988، هو لاعب كرة سلة صيني. مثّل منتخب بلاده. شارك في دورة الألعاب الأولمبية الصيفية سنة 1948.

## روابط خارجية
- إدوارد لي على موقع الاتحاد الدولي لكرة السلة (الإنجليزية)
- إدوارد لي على موقع الاتحاد الدولي لكرة السلة (الإنجليزية)
- إدوارد لي على موقع بروبوليرز (الإنجليزية)
- إدوارد لي على موقع سبورتس رفرنس (الإنجليزية)
- إدوارد لي على موقع أوليمبيديا (الإنجليزية)